# Liste des comtesses et duchesses d'Étampes
Cet article présente la liste des comtesses puis duchesses d’Étampes, par mariage ou de plein droit.

## Maison d'Ivrée (1240-1252)
| Portrait | Nom (dates)                     | Époux                                    | Titres                                                                                              | Eléments biographiques |
| -------- | ------------------------------- | ---------------------------------------- | --------------------------------------------------------------------------------------------------- | --- |
|          | Blanche de Castille (1188-1252) | - Louis VIII de France (mariage en 1200) | - Reine de France (1223-1226) - Régente de France (1226-1235) - Dame d’Étampes (douaire, 1240-1252) | - Princesse de la maison d'Ivrée. Fille d'Alphonse VIII de Castille et d'Aliénor d'Angleterre. - Mère de Louis IX de France, de Robert Ier d'Artois, d'Alphonse de Poitiers, d'Isabelle de France et de Charles Ier d'Anjou. |

## Maison de Barcelone (1272-1295)
| Portrait | Nom (dates)                        | Époux                                  | Titres                                                              | Eléments biographiques | Armoiries |
| -------- | ---------------------------------- | -------------------------------------- | ------------------------------------------------------------------- | --- | --------- |
|          | Marguerite de Provence (1221-1295) | - Louis IX de France (mariage en 1234) | - Reine de France (1234-1270) - Dame d’Étampes (douaire, 1272-1295) | - Princesse de la maison de Barcelone. Fille de Raimond-Bérenger V de Provence et de Béatrice de Savoie. - Mère d'Isabelle de France, de Louis de France, de Philippe III de France, de Jean Tristan de France, de Pierre Ier d'Alençon, de Blanche de France, de Marguerite de France, de Robert de Clermont et d'Agnès de France. |           |

## Maison capétienne d'Évreux-Navarre (1298-1400)
| Portrait | Nom (dates)                     | Époux                                                                          | Titres                                                                                        | Eléments biographiques |
| -------- | ------------------------------- | ------------------------------------------------------------------------------ | --------------------------------------------------------------------------------------------- | --- |
|          | Marguerite d'Artois (1285-1311) | - Louis d'Évreux (mariage en 1301)                                             | - Comtesse d'Évreux et baronne d’Étampes (1301-1311)                                          | - Princesse de la maison capétienne d'Artois. Fille de Philippe d'Artois et de Blanche de Bretagne. - Mère de Marie d'Évreux, de Charles d'Étampes, de Philippe III de Navarre, de Marguerite d'Évreux et de Jeanne d'Évreux. |
|          | Marie de la Cerda (1319-1375)   | - Charles d'Étampes (mariage en 1335) - Charles II d'Alençon (mariage en 1336) | - Comtesse d’Étampes (1335-1336) - Comtesse d'Alençon, de Chartres et du Perche (1336-1346)   | - Princesse de la maison d'Ivrée. Fille de Ferdinand de la Cerda et de Juana Núñez de Lara. - Mère de Louis d'Étampes, de Charles III d'Alençon, de Philippe d'Alençon et de Pierre II d'Alençon.                             |
|          | Jeanne de Brienne (?-1389)      | - Gautier VI de Brienne (mariage en 1344) - Louis d’Étampes (mariage en 1358)  | - Comtesse de Brienne, de Lecce et de Conversano (1344-1356) - Comtesse d’Étampes (1358-1389) | - Princesse de la maison de Brienne. Fille de Raoul Ier de Brienne et de Jeanne de Mello. |

## Maison de Valois-Berry (1400-1416)
| Portrait | Nom (dates)                      | Époux                                                                                 | Titres | Eléments biographiques                                                                      |
| -------- | -------------------------------- | ------------------------------------------------------------------------------------- | --- | ------------------------------------------------------------------------------------------- |
|          | Jeanne II d'Auvergne (1378-1424) | - Jean Ier de Berry (mariage en 1390) - Georges Ier de la Trémoille (mariage en 1416) | - Duchesse de Berry et d'Auvergne, comtesse de Poitiers (1390-1416) - Comtesse d’Étampes (1400-1416) - Comtesse de Montpensier (1401-1416) - Comtesse d'Auvergne et de Boulogne (de plein droit, 1404-1424) - Comtesse de Guînes (1416-1424) | - Princesse de la maison d'Auvergne. Fille de Jean II d'Auvergne et d'Aliénor de Comminges. |

## Maison de Montfort (1421-1477, 1512-1514)
À la mort de Jean de Berry, le comté est revendiqué par Jean de Bourgogne, à qui le duc de Berry l'avait légué, mais revient au domaine royal à l'issue d'un procès au Parlement de Paris. Charles VII le donne à Richard de Bretagne en récompense de services rendus. Cependant ni Richard ni ses descendants n'obtiendront jamais rien d'autre que le titre de comte d'Étampes, les Bourguignons en gardant la jouissance, et continuant également à en porter le titre.
| Portrait | Nom (dates)                        | Époux | Titres | Eléments biographiques | Armoiries |
| -------- | ---------------------------------- | --- | --- | --- | --------- |
|          | Marguerite d'Orléans (1406-1466)   | - Richard d’Étampes (mariage en 1423)                                                                                            | - Comtesse de Vertus (de plein droit, 1420-1466) - Comtesse d’Étampes et dame de Clisson (1423-1438) | - Princesse de la deuxième maison Orléans. Fille de Louis Ier d'Orléans et de Valentine Visconti. - Mère de François II de Bretagne.                                                                  |           |
|          | Marguerite de Bretagne (1443-1469) | - François II de Bretagne (mariage en 1455)                                                                                      | - Comtesse d’Étampes (1455-1469) - Duchesse de Bretagne et comtesse de Montfort (1458-1469) | - Princesse de la maison de Montfort. Fille de François Ier de Bretagne et d'Isabelle d'Écosse. |           |
|          | Marguerite de Foix (1458-1486)     | - François II de Bretagne (mariage en 1471)                                                                                      | - Duchesse de Bretagne et comtesse de Montfort (1471-1486) - Comtesse d’Étampes (1471-1477) | - Princesse de la maison de Grailly. Fille de Gaston IV de Foix-Béarn et d'Éléonore de Navarre. - Mère d'Anne de Bretagne et d'Isabeau de Bretagne.                                                   |           |
|          | Anne de Bretagne (1477-1514)       | - Maximilien Ier d'Autriche (mariage en 1490) - Charles VIII de France (mariage en 1491) - Louis XII de France (mariage en 1499) | - Duchesse de Bretagne et comtesse de Montfort (de plein droit, 1488-1514) - Reine des Romains (1490-1491) - Reine de France (1491-1498 puis 1499-1514) - Duchesse de Milan (1499-1500 puis 1501-1512) - Reine de Naples (1501-1503) - Comtesse d'Étampes (de plein droit, 1512-1514) | - Princesse de la maison de Montfort. Fille de François II de Bretagne et de Marguerite de Foix. - Mère de Charles-Orland de France, de Charles de France, de Claude de France et de Renée de France. |           |

## Maison de Foix (1478-1512)
| Nom (dates)                 | Époux                            | Titres                                                                | Eléments biographiques |
| --------------------------- | -------------------------------- | --------------------------------------------------------------------- | --- |
| Marie d'Orléans (1457-1493) | - Jean de Foix (mariage en 1476) | - Vicomtesse de Narbonne (1476-1493) - Comtesse d’Étampes (1478-1493) | - Princesse de la deuxième maison d'Orléans. Fille de Charles Ier d'Orléans et de Marie de Clèves. - Mère de Germaine de Foix et de Gaston de Foix-Nemours. |

## Maison de Valois (1514-1524)
| Portrait | Nom (dates)                  | Époux                                      | Titres | Eléments biographiques | Armoiries |
| -------- | ---------------------------- | ------------------------------------------ | --- | --- | --------- |
|          | Claude de France (1499-1524) | - François Ier de France (mariage en 1514) | - Duchesse de Bretagne, comtesse de Montfort et d’Étampes (de plein droit, 1514-1524) - Duchesse de Valois et comtesse d'Angoulême (1514-1515) - Reine de France et duchesse de Milan (1515-1524) | - Princesse de la maison de Valois. Fille de Louis XII de France et d'Anne de Bretagne. - Mère de Louise de France, de Charlotte de France, de François III de Bretagne, d'Henri II de France, de Madeleine de France, de Charles II d'Orléans et de Marguerite de France. |           |

## Famille de La Barre (1526-1534)
| Nom (dates)                     | Époux              | Titres                           | Eléments biographiques                                     |
| ------------------------------- | ------------------ | -------------------------------- | ---------------------------------------------------------- |
| Marie de La Primaudaye (?-1545) | - Jean de La Barre | - Comtesse d’Étampes (1526-1534) | - Mère de Denise de La Barre et de Marguerite de La Barre. |

## Maison de Brosse (1534-1553)
En 1534, François Ier, marie sa maîtresse, Anne de Pisseleu, à Jean IV de Brosse et leur donne Étampes qu'il érige, deux ans plus tard, en duché.
| Portrait | Nom (dates)                  | Époux                                 | Titres | Eléments biographiques | Armoiries |
| -------- | ---------------------------- | ------------------------------------- | --- | --- | --------- |
|          | Anne de Pisseleu (1508-1580) | - Jean IV de Brosse (mariage en 1534) | - Fille d'honneur de Marie de Luxembourg (?-1522) - Fille d'honneur de Louise de Savoie (1522-1531) - Comtesse (1534-1536) puis duchesse (1536-1553) d’Étampes - Comtesse de Penthièvre (1534-1564) - Duchesse de Chevreuse (1545-1555) | - Dame de la famille de Pisseleu d'Heilly. Fille de Guillaume de Pisseleu et d'Anne Sanguin. - Favorite de François Ier (1528-1547) |           |

## Maison de Poitiers (1553-1566)
| Portrait | Nom (dates)                   | Époux                              | Titres | Eléments biographiques | Armoiries |
| -------- | ----------------------------- | ---------------------------------- | --- | --- | --------- |
|          | Diane de Poitiers (1500-1566) | - Louis de Brézé (mariage en 1515) | - Comtesse de Maulévrier (1515-1531) - Favorite d'Henri II (1547-1559) - Duchesse de Valentinois (1548-1566) - Duchesse d’Étampes (1553-1566) | - Dame de la maison de Poitiers-Valentinois. Fille de Jean de Poitiers et de Jeanne de Batarnay. - Mère de Françoise de Brézé et de Louise de Brézé. |           |

## Maison de Wittelsbach (1576-1577)
| Portrait | Nom (dates)                   | Époux                                         | Titres                                                                       | Eléments biographiques |
| -------- | ----------------------------- | --------------------------------------------- | ---------------------------------------------------------------------------- | --- |
|          | Élisabeth de Saxe (1552-1590) | - Jean-Casimir du Palatinat (mariage en 1570) | - Comtesse du Palatinat-Simmern (1570-1590) - Duchesse d’Étampes (1576-1577) | - Princesse de la maison de Wettin. Fille d'Auguste Ier de Saxe et d'Anne de Danemark. - Mère de Dorothée de Palatinat-Simmern. |

## Famille d'Estrées (1598-1599)
| Portrait | Nom (dates)                     | Époux                                 | Titres | Eléments biographiques |
| -------- | ------------------------------- | ------------------------------------- | --- | --- |
|          | Gabrielle d'Estrées (1573-1599) | - Nicolas d'Amerval (mariage en 1592) | - Favorite d'Henri IV (1591-1599) - Dame d'Armeval et de Liancourt (1592-1595) - Duchesse de Beaufort (1597-1599) - Duchesse d’Étampes (1598-1599) | - Dame de la famille d'Estrées. Fille d'Antoine d'Estrées et de Françoise Babou de la Bourdaisière. - Mère de César de Vendôme, de Catherine-Henriette de Bourbon et d'Alexandre de Vendôme. |

## Maison de Bourbon-Vendôme (1599-1712)
| Portrait | Nom (dates)                             | Époux                                       | Titres | Eléments biographiques | Armoiries |
| -------- | --------------------------------------- | ------------------------------------------- | --- | --- | --------- |
|          | Françoise de Lorraine (1592-1669)       | - César de Vendôme (mariage en 1609)        | - Duchesse de Mercœur (de plein droit, 1602-1669) - Baronne d'Ancenis (de plein droit, 1602-1657) - Duchesse de Vendôme, d’Étampes et de Beaufort (1609-1665) - Duchesse de Penthièvre (de plein droit, 1623-1669) | - Princesse de la maison de Lorraine. Fille de Philippe-Emmanuel de Lorraine et de Marie de Luxembourg. - Mère de Louis II de Vendôme, d'Élisabeth de Bourbon-Vendôme et de François de Vendôme. |           |
|          | Marie-Anne de Bourbon-Condé (1678-1718) | - Louis-Joseph de Vendôme (mariage en 1710) | - Duchesse de Vendôme, d'Étampes et de Mercœur (1710-1712) - Comtesse de Dreux (1710-1712, puis de plein droit, 1712-1718)                                                                                         | - Princesse de la maison de Bourbon-Condé. Fille d'Henri-Jules de Bourbon-Condé et d'Anne de Bavière.                                                                                            |           |

### Wikisource
- Donation du comté d’Étampes à la reine Anne de Bretagne (1513)